# ابنزر اسکروج
اِبِنِیزِر اِسکروج (انگلیسی: Ebenezer Scrooge) قهرمان رمان سرود کریسمس اثر چارلز دیکنز در سال ۱۸۴۳ است. در ابتدای رمان، اسکروج یک فر خودخواه است که از کریسمس متنفر است. داستان رستگاری او توسط سه روح (شبح گذشته کریسمس، شبح حال کریسمس، و شبح آینده کریسمس) به یک داستان از تعطیلات کریسمس در دنیای انگلیسی زبان تبدیل شده‌است.
دیکنز، در اوایل داستان اسکروج را چنین توصیف می‌کند: «سردی درون او چهرهٔ قدیمی‌اش را منجمد کرد، بینی نوک تیزش را سیخ کرد، گونه‌اش را چروک کرد، راه رفتنش را سفت کرد، چشمانش را قرمز و لب‌های نازک‌اش را آبی کرد و زیرکانه با صدایش صحبت کرد.» در پایان رمان، سه روح اشتباهات راه خود را به اسکروج نشان می‌دهند و او مردی بهتر و سخاوتمند می‌شود. نام خانوادگی اسکروج به‌عنوان کلمه‌ای برای حرص و آز و انسان‌دوستی وارد زبان انگلیسی شده‌است.